# 0 de janeiro
0 de janeiro é um nome alternativo para 31 de dezembro. Ele foi criado e é usado na contagem astronômica do tempo.

## Efeméride
0 de janeiro se refere ao dia antes de 1º de janeiro numa efeméride anual. Se mantém essa data no calendário da qual a efeméride foi publicada, evitando assim qualquer referência ao ano anterior, mesmo que este seja o mesmo dia que 31 de dezembro do ano anterior.

## Software
No Microsoft Excel, o calendário da época de 1900 inicia em 0 de janeiro de 1900.